# Mézières-sur-Couesnon
 Mézières-sur-Couesnon  es una población y comuna francesa, situada en la región de Bretaña, departamento de Ille y Vilaine, en el distrito de Fougères y cantón de Saint-Aubin-du-Cormier.

## Demografía
| 1007 | 962 | 881 | 816 | 807 | 822 |
| Para los censos de 1962 a 1999 la población legal corresponde a la población sin duplicidades (Fuente: INSEE [Consultar]) |     |     |     |     |     |